# Phillip Lindsay
Pour les articles homonymes, voir Lindsay.
(en) Statistiques sur pro-football-reference
Phillip Lindsay, né le 24 juillet 1994 à Denver, est un joueur américain de football américain. Running back, il joue actuellement dans la National Football League (NFL) pour les Dolphins de Miami après avoir été membre des Broncos de Denver et des Texans de Houston.

## Biographie

### Carrière universitaire
Au niveau universitaire, Lindsay joue pendant quatre saisons pour les Buffaloes du Colorado de l'Université du Colorado à Boulder.
Lindsay rejoint les Buffaloes durant l'automne 2013. Il opte pour le statut de redshirt et ne joue donc pas lors de la saison 2013. Néanmoins, son travail dans l'équipe d'entrainement lui permet de décrocher le titre d'Offensive Scout Team Player of the Year.
Avant le début de la saison 2014, l'entraîneur principal MacIntyre surnomme Lindsay le « Diable de Tasmanie » (Tasmanian Devil) en référence à sa rapidité et sa détermination qu'il affiche sur le terrain.
Il joue comme remplaçant aux postes de running back et de  kick returner, et joue lors des 12 matchs de la saison. Il affiche la meilleure performance de son équipe au poste de kick returner au nombre de yards gagnés et termine 4e de son équipe au nombre de yards gagnés à la course (moyenne de 4,9 yards par course)
Comme en 2014, Lindsay participe aux 12 matchs des Buffaloes. Il est le meilleur joueur de son équipe au nombre de courses (140) et au nombre de yards gagnés à  la course (643, moyenne de 4,7yards par course). Lindsay inscrit 7 touchdowns dont i en réception. Même s'il n'a que le statut de « sophomore », Lindsay est désigné « capitaine » par ses entraîneurs et équipiers.
Au cours de la saison 2016, il gagne 1252 yards en 244 courses (moyenne de 5,1 yards par course).
Au cours de son année « senior » en 2017, il réalise sa meilleure performance universitaire lors du match joué contre Arizona en gagnant 281 yards à la course.
En fin de saison 2017, il est classé 9e des joueurs NCAA Division I FBS avec 1 474 yards gagnés à la course et 1er au nombre de courses tentées (301). Il termine demi finaliste du Doak Walker Award désignant le meilleur running back du pays. Il établit les records de yards gagnés en une saison (5 760) et de yards gagnés depuis la ligne d'engagement en une saison (4 683) de l'université. Il se classe 2e au nombre total de yards gagnés (3755) et 5e au nombre de points inscrits (236) de l'histoire des Buffaloes.

### Carrière professionnelle
| Taille              | Poids          | Bras           | Main          | Sprint   | Sprint   | Sprint   | Shuttle 20 yards | 3 cones drill | Détente        | Détente             | Développé couché | Test Wonderlic |
| Taille              | Poids          | Bras           | Main          | 40 yards | 10 yards | 20 yards | Shuttle 20 yards | 3 cones drill | verticale      | horizontale         | Développé couché | Test Wonderlic |
| 1,71 m (7 ft 7¼ in) | 83 kg (134 lb) | 78 cm (30⅞ in) | 22 cm (8⅝ in) | 4,39 s   | 1,57 s   | 2,60 s   | 4,31 s           | 7,12 s        | 90 cm (35½ in) | 315 cm (10 ft 4 in) | 45 reps          | -              |

#### Broncos de Denver
Il n'est pas sélectionné par une franchise de la National Football League (NFL) lors de la draft 2018. Le 1er mai 2018, il signe comme agent libre avec l'équipe de sa ville natale, les Broncos de Denver. Il intègre l'effectif des 53 joueurs après avoir fait une bonne impression lors des matchs de pré-saison et se retrouve troisième dans la hiérarchie des running backs derrière Royce Freeman (en) et Devontae Booker (en).
Lors du premier match de la saison face aux Seahawks de Seattle, où il sert de relève, il court pour 71 yards en 15 tentatives et réceptionne 2 passes pour 31 yards, dont un pour un touchdown. Il accumule les bonnes performances avec l'équipe et est nommé titulaire pour la première fois lors de la semaine 8 face aux Chiefs de Kansas City, après avoir principalement servi de relève à Freeman lors des sept premiers matchs. Le 2 décembre face aux Bengals de Cincinnati, une performance de 157 yards et 2 touchdowns lui permet d'être nommé joueur offensif de la semaine dans la conférence AFC.
Il est nommé pour le Pro Bowl pour la saison 2018, faisant de lui le premier débutant offensif non choisi à une draft à être sélectionné dans un Pro Bowl. Le 24 décembre 2018, Lindsay est cependant placé sur la liste des joueurs blessés (poignet) à la suite du dernier match de la saison joué contre les Raiders d'Oakland.

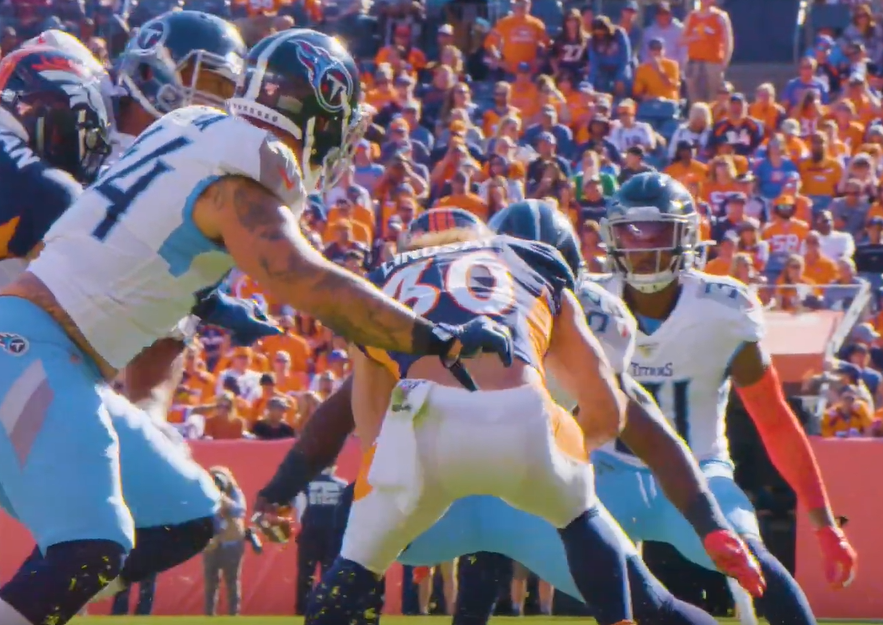
Lors d'un match contre les Titans du Tennessee.

Lindsay revient de blessure et peut débuter la saison lors du premier match de la saison. Durant la semaine 16 contre les Raiders d'Oakland, il devient le premier joueur non sélectionné de l'histoire de la NFL à dépasser les 1 000 yards gagnés à la course lors des deux premières saisons.
En première semaine lors du match joué contre les Titans du Tennessee , Lindsay se blesse à un orteil (défaite 14-16). Lindsay revient de blessure en 6e semaine contre les Patriots de la Nouvelle-Angleterre, gagnant 101 yards (victoire 18-12). Le 26 décembre 2020, Lindsay est placé sur la liste des joueurs blessés terminant la saison avec un bilan de 502 yards et 1 touchdown à la course.
Le 16 mars 2021, les Broncos placent une protection (droit de premier refus d'offre de transfert) sur Lindsay mais deux jours plus tard, ils lèvent cette protection faisant de Lindsay un agent libre.

#### Texas de Houston
Lindsay signe avec les Texans de Houston le 30 mars 2021 où il est considéré comme le 3e running back de la franchise derrière Mark Ingram et David Johnson. Il participe à 10 rencontres avant d'être libéré le 23 novembre 2021.

#### Dolphins de Miami
le 24 novembre 2021, les Dolphins de Miami signent Lindsay lequel intègre l'équipe d'entraînement (Practice squad).

## Statistiques

### Universitaires
| Année       | Équipe                | Statut      | MJ |     | Courses | Courses | Courses | Courses |       | Passes réceptionnées | Passes réceptionnées | Passes réceptionnées | Passes réceptionnées |
| Année       | Équipe                | Statut      | MJ | Nb. | Yards   | Moy.    | TD      | Nb.     | Yards | Moy.                 | TD                   |                      |                      |
| 2014        | Buffaloes du Colorado | Fr.         | 12 | 79  | 391     | 4,9     | 0       | 14      | 128   | 8,4                  | 0                    |                      |                      |
| 2015        | Buffaloes du Colorado | So.         | 13 | 140 | 658     | 4,7     | 6       | 26      | 211   | 8,1                  | 1                    |                      |                      |
| 2016        | Buffaloes du Colorado | Jr.         | 14 | 244 | 1 252   | 5,1     | 16      | 53      | 493   | 9,3                  | 1                    |                      |                      |
| 2017        | Buffaloes du Colorado | Sr.         | 12 | 301 | 1 474   | 4,9     | 14      | 23      | 257   | 11,2                 | 1                    |                      |                      |
| Totaux NCAA | Totaux NCAA           | Totaux NCAA | 51 | 764 | 3 770   | 4,9     | 36      | 116     | 1 079 | 9,25                 | 3                    |                      |                      |

### Professionnelles
| Année      | Équipe            | MJ |                 | Courses         | Courses         | Courses         | Courses         |                 | Passes réceptionnées | Passes réceptionnées | Passes réceptionnées | Passes réceptionnées |
| Année      | Équipe            | MJ | Nb.             | Yards           | Moy.            | TD              | Nb.             | Yards           | Moy.                 | TD                   |                      |                      |
| 2018       | Broncos de Denver | 15 | 192             | 1 037           | 5,4             | 9               | 35              | 241             | 6,9                  | 1                    |                      |                      |
| 2019       | Broncos de Denver | 16 | 224             | 1 011           | 4,5             | 7               | 35              | 196             | 5,6                  | 0                    |                      |                      |
| 2020       | Broncos de Denver | 11 | 118             | 502             | 4,3             | 1               | 7               | 28              | 4,0                  | 0                    |                      |                      |
| 2021       | Texans de Houston | 10 | 50              | 130             | 2,6             | 1               | 3               | 37              | 12,3                 | 1                    |                      |                      |
| 2021       | Dolphins de Miami | ?  | Saison en cours | Saison en cours | Saison en cours | Saison en cours | Saison en cours | Saison en cours | Saison en cours      | Saison en cours      |                      |                      |
| Totaux NFL | Totaux NFL        | 52 | 584             | 2 680           | 4,6             | 18              | 80              | 502             | 6,3                  | 2                    |                      |                      |